# 北海道道322号砂川停車場線
北海道道322号砂川停車場線（ほっかいどうどう322ごう すながわていしゃじょうせん）は、北海道砂川市内を結ぶ一般道道（北海道道）である。

## 概要
北海道道374号栗沢停車場線と並び実延長が3番目に短い道道となっている。

### 路線データ
- 起点：北海道砂川市東2条北2丁目（JR北海道 函館本線 砂川駅）
- 終点：北海道砂川市東1条北2丁目（国道12号交点）
- 路線延長：50m（実延長）

## 歴史
- 1957年（昭和32年）7月25日 - 304号として路線認定[1]。
- 1994年（平成6年）10月1日 - 路線番号を322に変更[2]。

## 地理

### 通過する自治体
- 空知総合振興局
  - 砂川市

### 主な接続道路
砂川市
- 国道12号 - 東1条北2丁目

### 沿線にある施設など
砂川市
- JR北海道 函館本線 砂川駅 - 東2条北3丁目
- 北洋銀行砂川支店 - 東1条北2丁目1-10